# Sternwarte Michelbach

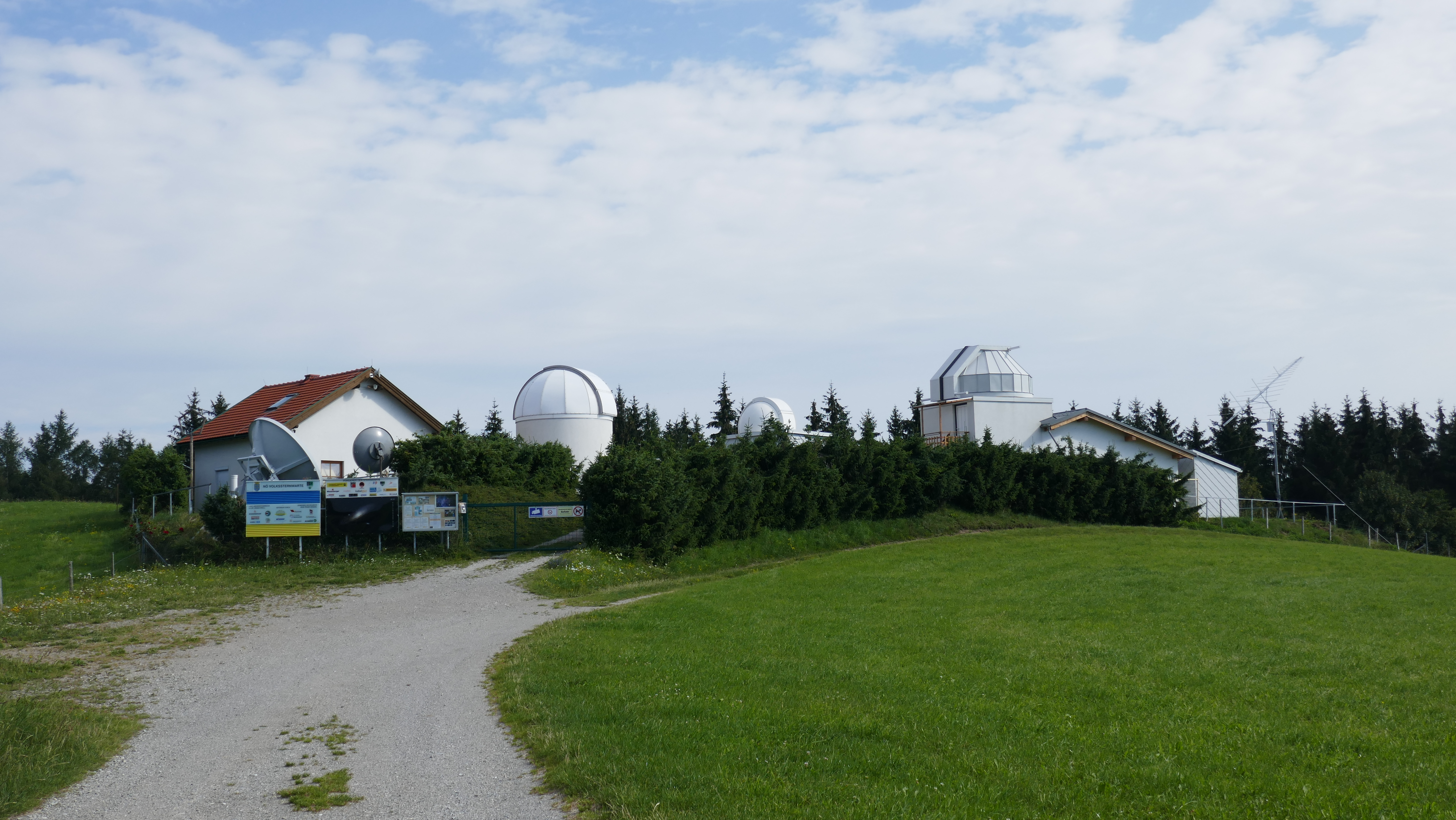
Sternwarte Michelbach, gesehen von Süden. Links das 3-Meter-Radioteleskop, in der Mitte die Hauptkuppel mit einem 50-cm-Spiegelteleskop, rechts der Vortragssaal mit dem Sonnenobservatorium.

Die Sternwarte Michelbach ist eine gut ausgebaute Volkssternwarte auf etwa 650 m Meereshöhe im südlichen Hügelland von Niederösterreich. Sie liegt auf dem Gemeindegebiet von Michelbach im Bezirk St. Pölten-Land.

## Geschichte
Die Sternwarte wurde 1998 vom amateurastronomischen Verein Antares errichtet. Nach Förderung einiger Zubauten durch das Bundesland hat sie den Status der offiziellen niederösterreichischen Volkssternwarte. Neben eingehender visueller Astronomie durch die Vereinsmitglieder veranstaltet sie regelmäßige Sternführungen für die Öffentlichkeit.
Die Projekte der Radioastronomie leitet Fritz Lensch, dem 2016 mit einer speziellen Callisto-Antenne der erste Nachweis eines solaren Radiobursts vom Typ III gelang.
Erste Vorsitzende des Trägervereins war Gabi Gegenbauer, derzeit ist es Gerhard Kermer (Krems).

## Sternwarte
Die geografische Breite beträgt 48°5'17", die  Länge 15°45'22" Ost.
Die Hauptkuppel der Sternwarte hat einen Durchmesser von 4,5 Meter und beinhaltet das größte Teleskop, einen 16-Zoll-Hypergraph mit 3,26 m Brennweite auf einer computergesteuerten Montierung WAM-850. Das kleine Haus daneben hat einen Aufenthalts- und Seminarraum sowie Küche und Schlafplatz. Das größte, um 2010 errichtete Gebäude beinhaltet den geräumigen Vortragsraum, eine Werkstätte und ein Labor. Seitlich trägt das Dach eine 4-Meter-Kuppel mit einem Sonnenteleskop, dessen Zugang von außen erfolgt. Eine weitere Kuppel beherbergt ein 8-Zoll-Spezialfernrohr für die Astrofotografie.
Etwas abseits befinden sich einige Beobachtungsplätze für die Vereinsmitglieder und ein 3-Meter-Radioteleskop.  Das Observatorium  wurde vom Land Niederösterreich gefördert und veranstaltet im Sommerhalbjahr wöchentliche Sternführungen.

## Trägerverein
Der niederösterreichische Astroverein Antares, NÖ Amateurastronomen wurde 1996 in der Landeshauptstadt St. Pölten gegründet und hat mehrere hundert Mitglieder. Sein Ziel ist, den Mitgliedern und der Öffentlichkeit den Zugang zur Astronomie zu erleichtern. Dazu wurde 1998–2000 die vom Land Niederösterreich geförderte Sternwarte Michelbach errichtet, wo im Sommerhalbjahr wöchentliche Sternführungen angeboten werden, aber auch solche für Schulen und für Kulturevents. Im Bereich der Radioastronomie wirkt Antares auch an Forschungsprojekten mit.
Neben diesen Veranstaltungen finden monatlich Fachvorträge in einem Saal nahe dem St. Pöltener Hauptbahnhof statt. Die Himmelsbeobachtungen, die Schul- und Sternführungen sowie Sonderveranstaltungen werden an der Volkssternwarte durchgeführt. Den Mitgliedern stehen mehrere vereinseigene Teleskope zur Verfügung, für neue Mitglieder gibt es Einführungskurse. Mehrere Exkursionen zu anderen Sternwarten, einschlägigen Firmen oder Museen runden das Programm ab.
Mit seinen am Gelände der Sternwarte betriebenen Radioteleskopen nimmt der Verein auch an internationalen Messkampagnen für die Ionosphären- und Sonnenforschung teil sowie an der Radio-Ortung von Meteoren. Die erstgenannten Projekte sind die e-Callisto-Radiomessungen der Sonnenaktivität an der ETH Zürich und die Erforschung der Solar U+III bursts an der Universität Charkiw, Ukraine (siehe Weblinks).
Eine weitere Besonderheit von Antares ist eine Arbeitsgruppe für visuelle Astronomie (VisBeo), welche das Ziel verfolgt, sämtliche Deep-Sky-Objekte des New General Catalogue (NGC) mit ihren Erscheinungsformen und Details für Teleskope verschiedener Größen zu dokumentieren.